# Altyre House

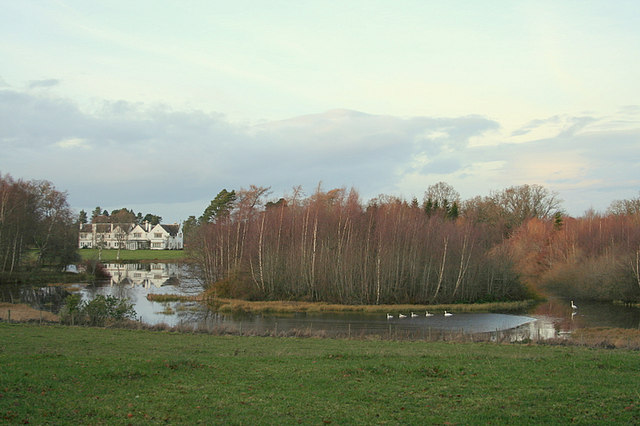
Altyre House

Altyre House, ehemals Blairs House, war ein Herrenhaus nahe der schottischen Ortschaft Forres in der Council Area Moray. Der Name übertrug sich nach Abbruch des Gebäudes auf das heute noch existente ehemalige Pfarrhaus auf dem Anwesen. Dieses wurde 1989 in die schottischen Denkmallisten in der Kategorie B aufgenommen.

## Geschichte
Die Ländereien von Altyre zählten zum Besitz der Linie der Comyns, welche die Lords of Badenoch stellten. Am Ort befand sich historisch auch die Gerichtsbarkeit, wovon noch der Gallow Hill („Galgenhügel“) zeugt. Das letzte Herrenhaus am Standort wurde 1818 nach einem Entwurf des schottischen Architekten James McBride errichtet. In den 1890er Jahren wurden Erweiterungen ausgeführt, die möglicherweise von John Kinross geplant wurden. Weitere Bauphasen fanden um 1900 sowie 1933 statt. 1962 wurde Altyre House abgebrochen.
Das heutige Altyre House wurde im Jahre 1895 nach einem Entwurf William Laidlaw Carruthers’ errichtet. Es diente zunächst als Pfarrhaus der nahegelegenen Altyre Old Parish Church. Im Jahre 1931 wurde es erweitert. Im selben Jahr gab die Herrscherfamilie ihren Sitz auf.
Auf dem Anwesen befindet sich eine denkmalgeschützte Kreuzplatte.

## Beschreibung
Altyre House steht inmitten eines weitläufigen Anwesens rund drei Kilometer südlich von Forres nahe dem Loch of Blairs. Westlich verläuft der Findhorn. Die Fassaden des zweigeschossigen Gebäudes sind mit Harl verputzt, wobei Natursteineinfassungen abgesetzt sind. Das längliche Gebäude ist mit mehreren Kreuzgiebeln ausgeführt. Seine Fassaden sind asymmetrisch aufgebaut. Der rückversetzte Eingang befindet sich an der östlichen Giebelseite. Verschiedene der Sprossenfenster sind schlicht bekrönt. Die abschließenden Satteldächer mit traufständigen Kaminen sind mit Schiefer eingedeckt.
Das alte Herrenhaus war im historisierenden Italianate-Stil gestaltet.

## Außengebäude
Unter den Außengebäuden finden sich 17 Gebäude, die separat denkmalgeschützt sind. Von diesen sind die ehemaligen Stallungen, die Blairs Home Farm sowie die Foresters’ Cottages als Denkmäler der höchsten Kategorie A klassifiziert.
Die ehemaligen Stallungen liegen südöstlich von Altyre House jenseits des Altyre Burns. Sie wurden im Jahre 1902 nach einem Entwurf John Kinross’ errichtet. Vier längliche, zweigeschossige Gebäude umgeben einen Innenhof. Ihr Mauerwerk besteht aus Bruchstein mit Natursteineinfassungen. Ein rundbogiger Torweg an der Westseite führt auf den Innenhof.

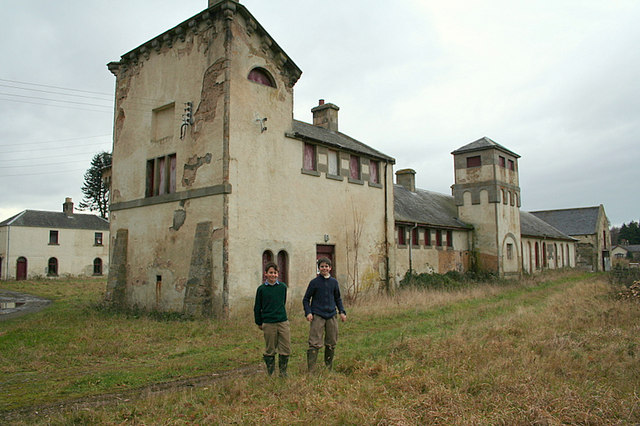
Blairs Home Farm

Der ehemalige Gutshof Blairs Home Farm liegt nordöstlich des Herrenhauses. Der Gebäudekomplex im Italianate-Stil wurde möglicherweise von Archibald Simpson entworfen. Markant ist der viergeschossige Turm, der an einen Campanile erinnert. Rechts stehen isoliert die Tower Cottages.
Bei den Foresters’ Cottages handelt es sich um eine Zeile aus sechs zweigeschossigen Gebäuden. Jedes einzelne der im Jahre 1900 nach einem Entwurf Kinross’ errichteten Gebäude ist zwei Achsen weit. Ihr Mauerwerk besteht aus Bruchstein.